# Радожицкий, Илья Тимофеевич
Илья Тимофеевич Радожицкий (17 июля 1788, Витебская губерния — 9 апреля 1861, Воронеж) — русский военный деятель, генерал-майор артиллерии, прозаик, мемуарист, ботаник. Почётный член Московского общества испытателей природы.

## Биография
Воспитанник Императорского военно-сиротского дома (впоследствии Павловский кадетский корпус). В июне 1806 г. был произведен в подпоручики и направлен в Херсонский артиллерийский гарнизон, откуда в 1808 г. переведен во 2-ю полевую артиллерийскую бригаду. В январе 1810 г. произведен в поручики.
Участник Отечественной войны 1812 года. За отличие в бою при местечке Островно 13 июля 1812 г. награждён орденом св. Анны 4-й степени. При Бородино — в артиллерийском резерве 1-й армии. В том же году сражался под Вязьмой, в 1813 г. — при г. Бауцене, при г. Ауре, Битве народов под Лейпцигом, за что дважды был награждён орденом св. Владимира 4-й степени (17 августа и 4 октября 1813 г.).
25 декабря 1814 г. за отличия в сражении под Парижем, произведен в штабс-капитаны; в 1815 г., по распоряжению начальства, был командирован для военной съёмки Гродненской губернии, а затем во Францию. За отличное выполнение поручения награждён «третным жалованием»; в июле 1815 г. был переведен из 24-й артиллерийской бригады в свиту Его Императорского Величества, по квартирмейстерской части (впоследствии Генеральный штаб), и 30 августа 1817 г. произведен в капитаны.
В 1818 г. командирован для военной рекогносцировки Киевской губернии, поручение выполнил успешно.
С сентября 1819 г. — подполковник, в декабре 1819 г. уволен от службы.
В феврале 1823 г. вновь поступил на службу и был назначен в 22-ю артиллерийскую бригаду, позже назначен командиром 4-й батарейной роты и Кавказского подвижного запасного парка. Посетил Кавминводы, описал Бештовы горы, «небольшую слободку Константиногорскую из двух улиц и 40 дворов, обитаемых разночинцами, на западной стороне слободки — небольшая крепостца, которая оставлена и выключена из числа вооруженных». Радожицкий и позже бывал в Пятигорье, в частности, в 1826 году.
В 1829 г. он участвовал в русско-турецкой войне, в июле 1830 г. командовал действующим отрядом в местечке Ашкале.
23 июля 1831 г. был назначен исправлять должность помощника командира Тульского оружейного завода, и там в декабре 1835 г. за отличие по службе произведен в полковники. 21 декабря 1835 года награждён орденом св. Георгия 4-го класса. 2 декабря 1838 г. вторично уволен от службы. Пробыв вне службы около 10 месяцев, в сентябре 1839 г. вновь был с тем же чином, назначен помощником начальника артиллерийских гарнизонов Грузинского округа; в ноябре 1842 г. прикомандирован к штабу Его Высочества по управлению генерал-фельдцейхмейстера, в 1843 г. участвовал в делах против горцев на Кавказе. Около 1850 г. был произведен в генерал-майоры и уволен в отставку.

## Научная деятельность
И. Т. Радожицкий более 30 лет занимался ботаникой. Главнейший его труд — рукопись «Всемирная флора» в 15 томов большого формата, с атласом на 730 листах и с 1609-ю превосходно разрисованными им акварелью копиями и с натуры снятыми растениями, с подробнейшим и замечательно отчетливым анализом их органов. Пользуясь известными иностранными источниками на французском, немецком, латинском и английском языках, он прежде написал предварительный курс общей ботаники с новыми для некоторых органов терминами на русском языке. Затем, увлекшись сочинениями Распайля, Радожицкий составил свою классификацию, обработкой которой он занимался также многие годы, встречая препятствия как в отсутствии обширнейших пособий, которые тогда можно было найти только в центрах просвещения на западе, так и со стороны возражений специалистов. Кроме этого, месяца за два до кончины, по предложению вице-президента Императорского Московского Общества испытателей природы А. Г. Фишера фон Вальдгейма, занялся составлением перечня своей классификации растений для помещения в одном из иностранных изданий.
Именем И. Т. Радожицкого был назван новооткрытый вид растений Radojitskya capensis Turcz. Это растение из семейства Thymelaeaceae Juss. — Волчниковые и произрастает в Южной Африке. К этому семейству относится также кустарник волчье лыко, произрастающий в наших лесах.
И. Т. Радожицкий — военный писатель, мемуарист. Автор книг воспоминаний и ряда статей в российских журналах и газетах. Из его литературных трудов известны:
- Походные записки артиллериста с 1812 по 1816 гг. — M. 1835 г.
- Походные записки артиллериста в Азии с 1829 по 1831 г. — «Военный Журнал» 1857 г.
- Историческое известие о походе российских войск в 1796 г. в Дагестан и Персию под командой графа В. А. Зубова — журнал «Отечественные Записки», 1827 г.
- Кыз-Брун, черкесская повесть — журнал «Отечественные Записки», 1827 г.
- Неустрашимость артиллеристов — журнал «Отечественные Записки», 1826 г.
- Письма из Ставрополя — журнал «Отечественные Записки», 1826 г.
- Письма с Кавказа к П. П. Свиньину — журнал «Чтения Московского Общества Истории и Древностей», 1874 г.
- Нечто о курганах / Ил. Радожицкий // Сын Отечества. 1824. Ч.97, № 43. С.110-120
- Дорога от реки Дона до Георгиевска, на пространстве 500 верст / Илья Радожицкий // Отечественные записки. 1823. Ч. 15, № 41 (сент.). С.343-375

Умер в Воронеже. Погребен в Покровском Девичьем монастыре (монастырь не сохранился, могила утрачена).

## Интересно
И. Радожицкий отчасти является прототипом одного из персонажей романа-эпопеи Льва Николаевича Толстого «Война и мир» — артиллерийского капитана Тушина. При написании романа Толстой пользовался записками Радожицкого.